# Église San Gregorio Nazianzeno
L’église San Gregorio Nazianzeno (en français : Saint-Grégoire-de-Nazianze) est une église de Rome, située dans le rione Campo Marzio, vicolo Valdina.

## Histoire
L'église a des origines antiques, déjà mentionnées dans la biographie du pape Léon III (795-816): « In oratorio S. Gregorii, qui ponitur in campo Martis, fecit canistrum ex argento ». De l'époque médiévale (XIIe siècle) subsistent le campanile de briques et les restes de fresques de l'abside représentant le Christ entre les saints Jean Chrysostome et Grégoire de Nazianze. Annexé à l'église, se trouve le monastère de Santa Maria in Campo Marzio, dont le nom dérive de la proximité de l'église Santa Maria della Concezione in Campo Marzio.
Après 1870, l'église a été déconsacrée et le monastère a été utilisé pour les archives ; l'ensemble du complexe fut racheté plus tard par la Chambre des députés, qui a fait restaurer l'église entre 1977 et 1987, la rouvrant au culte comme chapelle des députés. Lors de la restauration, a été mise à jour une structure identifiée comme l'unique partie subsistante de l'oratoire primitif.